# Arthur Young
Pour les articles homonymes, voir Young et Arthur Young (homonymie).

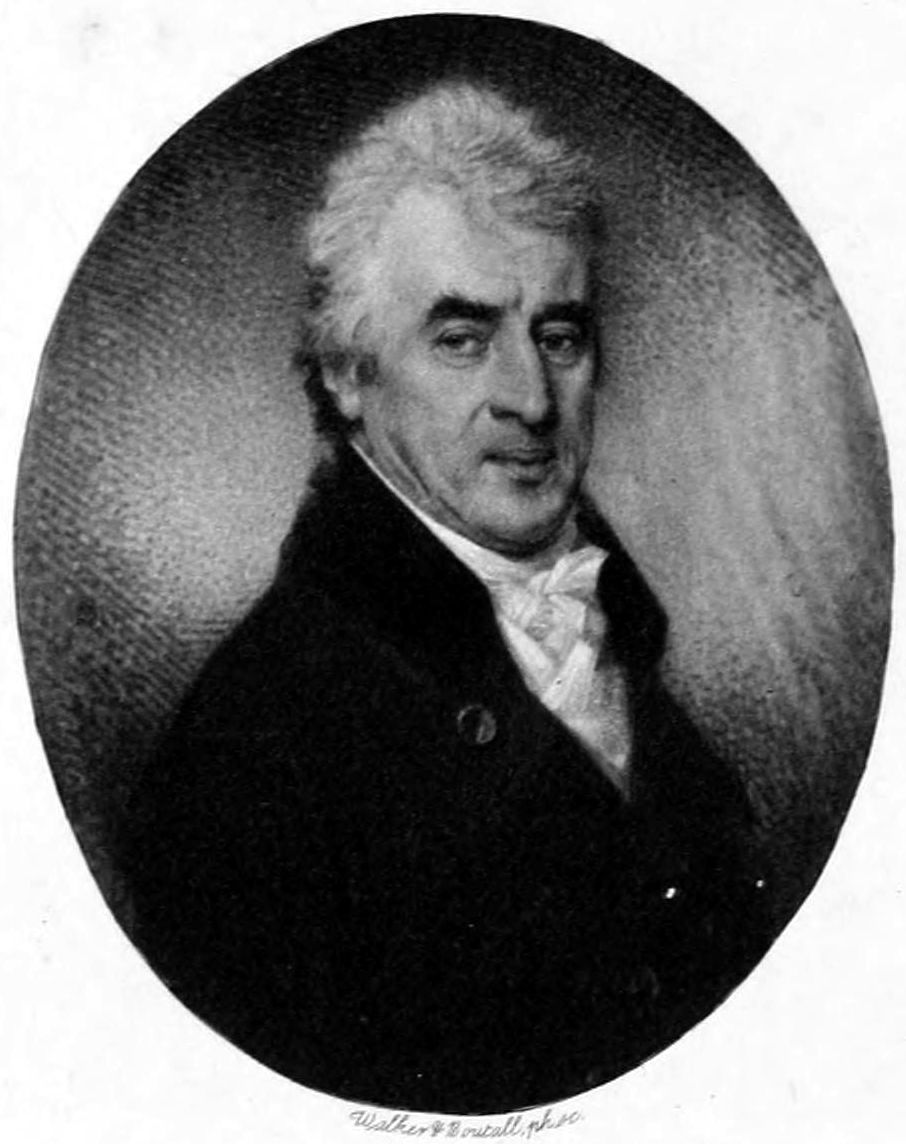
Arthur Young

Arthur Young, né le 11 septembre 1741 à Whitehall et mort le 12 avril 1820 à Londres, est un agriculteur et agronome britannique. Auteur de nombreux ouvrages, il eut de son vivant une grande renommée. Son Voyages en France, paru en 1792, livre des informations précieuses sur la France rurale.

## Biographie
Arthur Young, dernier de trois enfants, est prêtre dans le Suffolk et aumônier d'Arthur Onslow, président de la Chambre des communes.
Il fréquente l'école de Lavenham, puis, en 1758, est mis en apprentissage chez un négociant en vin à King's Lynn. Il fréquente alors les théâtres et les réunions politiques. Dès 1758 est publié son premier texte, The Theatre of the Present War in North America. En 1761, son apprentissage terminé, il s'installe à Londres. Il y monte un journal, l'Universal Museum, qu'il abandonne peu après.
En 1763, à vingt-deux ans, il se décide à faire carrière dans l'agriculture. Il s'installe sur une propriété familiale, dans le Suffolk. Il fait de nombreuses expérimentations. Il publie dans le Museum Rusticum. Il insiste sur la nécessité de l'expérimentation, défend l'enclosure et les grandes exploitations, et invite à parcourir l'Europe pour y observer les diverses techniques agricoles.
En 1767, à la suite de tensions entre sa mère et sa femme, il quitte le Suffolk, et s'installe finalement à North Mymms près d'Hatfield, petite ville du Hertfordshire à proximité de Londres. Il y connaît des échecs et entreprend deux voyages l'un dans le Nord et l'autre dans l'Est de l'Angleterre. Ces voyages pendant lesquels il rencontre de nombreux agriculteurs épris de progrès, lui permettent notamment d'écrire A Six Months' Tour through the North of England (1769) et The Farmer's Tour through the East of England (1771). Il publie beaucoup pendant cette époque, et ses écrits sont bien reçus ; il devient ainsi membre de la Royal Society. En 1773, il devient également journaliste politique pour le Morning Post et passe alors une grande partie de la semaine à Londres, et le week-end à North Mymms.
En 1776, il entreprend un nouveau voyage, en Irlande. Il voyage beaucoup mais rentre au bout de quelques mois, sans un sou. L'année suivante, il se voit confier la gestion d'un grand domaine aristocratique au Nord de Cork et peut donc retourner en Irlande, et abandonne North Mymms. Toutefois, il quitte à nouveau l'Irlande, au bout d'un an, pour des raisons inconnues. Il retourne alors à son ancien domaine de Bradfields. En 1780, il publie A Tour in Ireland, qui est aujourd'hui encore un important témoignage sur l'Irlande de cette époque.
Visitant la France entre 1787 et 1789, il fournit des renseignements importants sur les techniques agricoles de l'époque ainsi que sur le déroulement de la Révolution. Il est souvent consterné par l'aspect arriéré de nombreuses campagnes françaises : en fait il associe le paysage enclos du bocage et l’irrigation au progrès agricole.
À partir de 1782, il hérite, d'une tante, puis de sa mère et de son frère. Il se trouve alors à la tête d'un domaine assez important et conduit de nombreuses expérimentations de culture, et de techniques agricoles. Sur les résultats pratiques de son entreprise, les témoignages divergent, mais il jouit d'une réelle notoriété. À partir de 1784, il publie une revue, Annals of Agriculture.
Il entreprend trois voyages en France, entre 1787 et 1790. En Bretagne, à Rennes, il constate l'écart entre la noblesse et la roture, le mécontentement des nobles, le parlement ayant été banni et celui du peuple devant la cherté de la vie, alors que de nombreuses troupes campent aux portes de la ville. Il observe avec minutie ce pays étranger, et à chaque étape de son voyage, il décrit les techniques agricoles, mais aussi les auberges, l'état des routes et celui de la population.
Pour le premier voyage de mai à novembre 1787, il accompagne des amis dans un trajet nord-sud vers Bagnères-de-Luchon dans les Pyrénées. Cependant, il fait seul de longs détours pour voir davantage de pays. Arrivé à destination, il parcourt avec un ami les Pyrénées et la Catalogne, et arrive à Barcelone. Il rentre ensuite à Paris en visitant au passage de nombreuses régions, puis séjourne quelque temps dans la capitale française. D'août à octobre 1788, il fait un second voyage, seul cette fois. Pour son troisième voyage, il arrive en juin 1789 à Paris et rencontre une société en effervescence. Puis il poursuit vers l'est, jusqu'à Strasbourg, ensuite se rend à Toulon, et de là en Italie, et passe deux semaines à Florence. En janvier 1790, il est de retour à Paris. L'expérience de la Révolution modifie les opinions politiques de Young : il devient plus méfiant à l'égard du changement.
En 1793 est créé en Grande-Bretagne le board of agriculture, dont Young devient le secrétaire général. Le comité entreprend de rédiger des rapports sur l'état de l'agriculture dans les différents comtés. Young réalise six de ces rapports. Quelques années plus tard, se souciant davantage du sort des pauvres, il propose des moyens pour leur attribuer des terres.
Selon Paul Estrade , Arthur Young considérait le pacte colonial comme néfaste et caduc. Il serait le premier penseur européen à avoir formulé l'idée de la constitution d'un État indépendant unique de l'archipel antillais, dans Voyages en France (tome 2).

## Source
- Sauf mention contraire, le contenu de cet article se fonde sur l'article de G. E. Mingay ‘Young, Arthur (1741–1820)’, Oxford Dictionary of National Biography, Oxford University Press, septembre 2004; online edn, Oct 2005, accès le 3 janvier 2008
- Le Duc de La Rochefoucauld-Liancourt, par Jean-Dominique de La Rochefoucauld, C. Wolikow et G. Ikni, Perrin, 1980.

## Œuvres
Arthur Young est l'auteur de très nombreux écrits. On peut citer :
- A Tour in Ireland, 1776-1779, with General Observations on the Present State of that Kingdom, tome 1, tome 2
  - traductions françaises :
    - Voyage en Irlande, traduction C. Millon, Paris:Prudhomme, 1799-1800.
    - Voyage en Irlande, avec des observations générales sur l'état présent de ce royaume, Paris:Maradan, 1801, tome 1, tome 2.
- Travels, During the Years 1787, 1788, and 1789, 1792, nouvelle édition 1794 lire en édition originale ou en mode texte
  - traductions françaises
    - Voyages en France pendant les années 1787-88-89 et 90,traduction de François Soulès, Paris : Buisson, 1794, 3 volumes in-8 première édition en français
    - Voyages en France en 1787, 1788 et 1789, préface d'Albert Mathiez, traduction et notes d'Henri Sée, Paris : Armand Colin, 1931, tome 1, tome 2, tome 3.

- De nombreux écrits ont été rassemblés dans
  - Le Cultivateur Anglois, ou œuvres choisies d'agriculture, et d'économie rurale et politique, Paris : Maradan, 1800-1801, 18 volumes

- Le Guide du fermier ou instructions pour élever, nourrir, acheter et vendre les bêtes à cornes, les brebis, les moutons, les agneaux & les cochons, 1772, Paris, J.-P. Costard, 2 volumes in 12°, 259 & 258 pages.

## Influence
Alexis de Tocqueville le cite à plusieurs reprises de façon élogieuse dans l'Ancien régime et la Révolution, ainsi « Arthur Young ... dont le livre est un des ouvrages les plus instructifs qui existent sur l'ancienne France ».